# Live at Montreux 2001
Live at Montreux 2001 è un album live dei Run DMC, che consiste in una esibizione del gruppo al Montreux Jazz Festival a Montreux, in Svizzera.

## Tracce
1. Intro
2. It's Like That
3. It's Tricky
4. Medley:
  - Rock Box
  - Sucker MC's
  - Freestyle
  - Here We Go
  - Beats to The Rhyme
5. King of Rock
6. Interlude
7. Mary Mary
8. Walk This Way
9. School of Old
10. It's Over
11. Run's Freestyle
12. Peter Piper
13. Down with the King